# Curtiss D-12
Le Curtiss D-12 est un moteur d'avion de 18,8 litres. C'était un V12 refroidi par eau, d'une puissance de 443 ch (330 kW) et pesant 314 kg. Il a été conçu par Arthur Nutt et utilisé dans le Curtiss CR-3 (en) pour la Coupe Schneider de 1923. La compagnie anglaise Fairey Aviation a importé 50 exemplaires, construits par Curtiss, en 1926 et les a rebaptisés Felix Fairey.

## Applications

### D-12
- Curtiss CR
- Curtiss Falcon
- Curtiss R2C
- Thomas-Morse MB-3 (en)

### Felix
- Fairey Firefly I (en)
- Fairey Fox